# Coleophora areniphila
Coleophora areniphila is een vlinder uit de familie van de kokermotten (Coleophoridae). De wetenschappelijke naam van de soort is voor het eerst geldig gepubliceerd in 1957 door Toll.